# 레슬리 스콧
레슬리 스콧(Leslie Scott, 1955년 12월 18일~)은 영국의 보드 게임 개발자, 작가, 사업가로서 젠가 발명가로 가장 잘 알려져 있다. 초창기의 어려움에도 불구하고 해즈브로에 1986년 라이선스를 지급한 후 세계적인 성공을 거뒀으며 이후 수 차례 수상을 했다.

## 초기 생애
유년 시절을 동아프리카 및 서아프리카에서 보냈고 잉글랜드에서 교육을 받았다. 그의 가족은 늘 보드 게임을 같이 즐겨했는데, 제2차 세계 대전 때 전투기 조종사 출신으로 석유 회사 임원으로 근무했던 부친 로버트 스콧은 레슬리를 포함한 자녀들을 위한 많은 놀이들을 설계했다.
가나에 살 때 가족들이 즐기던 놀이 중 하나는 그녀의 형제가 집 인근 제재소에서 찾아낸 나무 조각들을 사용하는 놀이였다. 남매들은 그 게임을 인근 항구 이름에서 따와 타코라디 브릭스라고 불렀다. 1974년 옥스포드로 이주한 후 자신이 챙겨온 조각들을 가지고 친구들에게 놀이를 가르쳤고, 친구들 사이에서 인기를 얻게 됐다. 이러한 관심이 젠가를 시장에 출시하는 걸로 이어졌다.

## 경력

### 인텔 근무
고등학교 졸업 후 인텔에서 마케팅 커뮤니케이션 매니저가 됐다. 또한 훗날 크게 성공하는 다양한 경쟁적인 팀 기반 퍼즐 놀이를 설계했다. 그의 직장이 선사하는 창의적 자유를 통해 스스로의 사업 수완을 느끼고 1인 기업을 차렸다.

### 젠가
창업 후 나무 블록 놀이를 상품화해서 팔 것을 결정했다. 사업 계획도, 장난감 업계 경력도 없던 스콧은 모친의 도움으로 모친의 집을 담보로 은행에서 15,000파운드를 대출받았다.
스와힐리어를 말하며 자라왔던 스콧은 '세우다'를 뜻하는 단어 'kujenga'에서 명칭을 따왔다. 유통사에서 반대했음에도 스콧은 명칭에 대해 단호한 입장이었고 결국 받아들여졌다.